# Melissodes vernoniae
Melissodes vernoniae là một loài Hymenoptera trong họ Apidae. Loài này được Robertson mô tả khoa học năm 1902.